# Viktor Stomps
Viktor Stomps (* 8. Dezember 1826; † 9. Februar 1907) war ein deutscher Richter und Parlamentarier.

## Leben
Viktor Stomps studierte Rechtswissenschaften an der Rheinischen Friedrich-Wilhelms-Universität Bonn. 1847 wurde er Mitglied des Corps Palatia Bonn. Nach dem Studium schlug er die Richterlaufbahn ein. 1867 war er Friedensrichter in Bernkastel. Von 1894 bis zu seiner Pensionierung 1899 war er Präsident des Landgerichts Elberfeld.
Von 1867 bis zum Sommer 1868 saß Stomps als Abgeordneter des Wahlkreises Trier 2 (Wittlich, Bernkastel) im Preußischen Abgeordnetenhaus. Er gehörte keiner Fraktion an.

## Auszeichnungen
- Charakter als Geh. Justizrat[1]
- Ernennung zum Ehrenbürger der Stadt Elberfeld (1899)